# Márkod
Márkod (románul Mărculeni, németül Markoden): falu Romániában Maros megyében.

## Fekvése
Marosvásárhelytől 25 km-re északkelet-keletre fekszik.

## Története
A határában állt Vataháza falut a tatárok dúlták fel, megmaradt lakosai Márkodra költöztek. 1910-ben még 650 magyar lakosa volt. A trianoni békeszerződésig Maros-Torda vármegye Nyárádszeredai járásához tartozott. 1992-ben 316 lakosa volt, melyből 303 magyar és 13 cigány.
Református temploma 1824 és 1826 között épült a falu keleti részén. Régi temploma egy fatemplom volt, mely a nyugati részen egy dombon állt és a 18. században költöztették le a faluba.